# Limbodessus macrolornaensis
Limbodessus macrolornaensis är en skalbaggsart som beskrevs av Watts och William F. Humphreys 2009. Limbodessus macrolornaensis ingår i släktet Limbodessus och familjen dykare. Inga underarter finns listade i Catalogue of Life.